# 自贡北站
自贡北站，位于中华人民共和国四川省自贡市自流井区，是内昆铁路上的火车站，建于1958年，由中国铁路成都局集团内江车务段管辖。
因川南城际铁路、蓉昆高铁上的工程名为自贡东站的车站将定名自贡站，本站于2021年4月30日更名为自贡北站。

## 旅客列车目的地
截至2021年4月：
| 列车所属路局       | 目的地     |
| ------------------ | ---------- |
| 中国铁路成都局集团 | 内江、昭通 |

## 車站周邊
- 中国邮政自贡火车站邮政所
- 铁路医院
- 四川省轻工工程学校
- 中国移动环球自建他营厅
- 自贡市人事局
- 龙井公园
- 中国电信龙井路营业厅
- 蜀光中学
- 钟云山公园
- 中国银行行大安分理处
- 自贡市大安区地方税务局
- 自贡红星医院

## 歷史
- 建于1958年。